# Xindian Shuiku
Xindian Shuiku (kinesiska: 新店水库) är en reservoar i Kina. Den ligger i provinsen Sichuan, i den sydvästra delen av landet, omkring 140 kilometer söder om provinshuvudstaden Chengdu. Arean är 1,5 kvadratkilometer. I omgivningarna runt Xindian Shuiku växer i huvudsak blandskog. Den sträcker sig 2,0 kilometer i nord-sydlig riktning, och 3,1 kilometer i öst-västlig riktning.
Följande samhällen ligger vid Xindian Shuiku:
- Luocheng (73 581 invånare)

Genomsnittlig årsnederbörd är 1 353 millimeter. Den regnigaste månaden är juli, med i genomsnitt 304 mm nederbörd, och den torraste är december, med 14 mm nederbörd.